# Brtníky (železniční zastávka)
Brtníky jsou železniční zastávka, jediná ve vsi Brtníky (místní část obce Staré Křečany). Zastávkou prochází trať Rumburk – Panský – Mikulášovice. Nádražní budova pochází z roku 1902 a nachází se v nadmořské výšce 425 m.

## Historie
Železniční zastávka Brtníky (původně Zeidler) je v provozu od roku 1902, kdy byla dokončena stavba železniční trati Rumburk – Panský – Mikulášovice společnosti Nordböhmische Industriebahn (česky Severočeská průmyslová dráha). Velkým podporovatelem výstavby železniční trati byl místní továrník a mecenáš Anton Klinger. Zastávka prošla úpravami v 70. letech 20. století. Během nich zanikla vedlejší kolej se skladem, několik změn zaznamenala i nádražní budova (nová okna, fasáda). V druhé dekádě 21. století přišla budova o přístřešek.

## Popis
Brtníky jsou průjezdná jednokolejná zastávka, původně nádraží se dvěma kolejemi a dvěma vedlejšími budovami (sklad a toalety). Zastávka nezajišťuje odbavení cestujících a není bezbariérově přístupná. Přibližně 50 metrů západním směrem křižuje trať na nechráněném přejezdu polní cesta.

## Provoz
Od roku 2009 projíždí zastávkou vlaky linky U27 pouze o víkendech a během dnů pracovního klidu. Pravidelná osobní doprava přešla v pracovní dny na linkové autobusy, doprava na trati 084 má nadále převážně turistický charakter. Provoz na trati zajišťují především motorové jednotky 844 (Regio Shark) dopravce České dráhy.[zdroj?]

## Turistika
Kolem zastávky prochází červená turistická trasa. Na jih a jihovýchod směřuje skrze křížovou cestu s kaplí Nejsvětější Trojice k Vlčí hoře (581 m n. m.). Severním směrem vede stezka k Zelenému kříži, Kunraticím a Šluknovu.